# Poltrona Frau
Poltrona Frau — один из старейших производителей мебели в Италии, основанный в 1912 году уроженцем Сардинии Ренцо Фрау в Турине. Штаб-квартира компании с начала 1960-х годов находится в Толентино. Компания специализируется на производстве кожаных сидений для интерьера и автомобилей. Название объединяет слово poltrona, означающее «кресло», и Frau, фамилию её основателя.
Компания известна своими исчерпывающими стандартами качества. 95% продукции компании изготавливается вручную.
В 2004 году Poltrona Frau приобрела известную итальянскую мебельную компанию Cappellini, и теперь в группу Poltrona Frau входят бренды Poltrona Frau, Cappellini, Cassina, Alias, Nemo Lighting, Ceramica Flaminia и Fish Design. В 2014 году американская компания Haworth Group приобрела контрольный пакет акций Poltrona Frau.
На начало 2014 года, компания управляла 70 фирменными магазинами в 65 странах.